# Vanajavesi (sjö i Tavastehus)
Vanajavesi är en sjö i centrala Tavastehus i Egentliga Tavastland. Vanajavesi ligger 79,4 meter över havet och utgör en vidgning av Hiidenjoki.